# Aymar V de Poitiers-Valentinois
Pour les articles homonymes, voir Aymar de Poitiers.
Aymar V de Poitiers, dit par commodité de Poitiers-Valentinois, dit Aymaret, est un seigneur, puis comte de Valentinois et Diois du milieu du XIVe siècle, issu de la maison de Poitiers-Valentinois.

## Biographie

### Origines
Aymar est le fils aîné d'Aymar IV de Valentinois et d'Hippolyte de Bourgogne (fille d'Hugues de Chalon comte de Bourgogne), et frère de Louis de Poitiers (évêque de Metz).

### Comte de Valentinois et de Diois
Il succède à son père comme comte de Valentinois et de Diois. Aymar V fait son testament en 1339.

## Famille
Aymar épouse Marie de Viennois, fille d'Humbert de La Tour du Pin et de Coligny-le-Neuf, dauphin de Viennois. Veuf, il épouse en secondes noces Sibylle des Baux (?-1360), fille de Raymond des Baux, Comte d'Avellino.
Avec sa seconde épouse, ils ont 14 enfants — sauf peut-être le premier, Aymar, assassiné en 1324, frère aîné de Louis qui débute la liste partielle ci-dessous — selon le site MedLands, :
- Louis (?-1345), comte de Valentinois, ∞ Marguerite de Vergy, dame de Vadans fille d'Henri II de Vergy. 
  - Aymar VI de Poitiers (mort vers 1374/1376), dit le Gros, comte de Valentinois et de Diois, seigneur de Taulignan et de Saint-Vallier, ∞ Alix Roger de Beaufort, dite Alix la Major, nièce du pape Clément VI et sœur de Grégoire XI. Sans postérité.
- Polie, ∞ (1) Renaud III, comte de Dammartin, ∞ (2) Guillaume-Armand, vicomte de Polignac.
- Marguerite, ∞ Jean II, vicomte de Beaumont.
- Guillaume, duc-évêque de Langres de 1345 à 1374.
- Othon (?-1352), évêque de Verdun de 1350 à 1352.
- Aymaret (?-1366), seigneur de l'alleu de Veynes, ∞ Guyotte d'Uzès, fille du vicomte Robert Ier d'Uzès
  - Louis II (1354-1419), comte de Valentinois et de Diois, ∞ (1) Cécile de Roger de Beaufort (?-1410), ∞ (2, 1417) Guillemette de Gruyère, reste sans postérité légitime à sa mort.

Par son testament du 22 juin 1419, il fait du futur Charles VII de France son héritier universel, à charge que ses comtés de Valentinois et de Diois resteront unis au Dauphiné de Viennois et tenu dans les mêmes dispositions que la donation du Viennois au dauphin Charles V de France, duc de Normandie, en 1349.
- Henri (?-1370), évêque de Gap puis de Troyes.
- Charles, seigneur de Clérieux et de Saint-Vallier. ∞ Suzanne de Méry, d'où la branche de Saint-Vallier avec Diane de Poitiers (vers 1500-1566).
- Aliénor/Léonore, ∞ Bermond [III] d'Anduze, seigneur de La Voulte.